# Никола Оровчанец
Никола Пантич Оровчанец с псевдоним Сандански е югославски комунист.

## Биография
Роден е в 1903 година или на 25 юли 1905 година в град Велес. Учи в гимназия в родния си град. Заедно с Ганчо Хаджипанзов, Бане Андреев, Георги Шоптраянов и други членува в Литературно-художественото дружество „Нада“. Става член на СКМЮ. През юни 1923 година става член на ЮКП. През втората половина на 1925 година заминава да учи в СССР в Университета за национални малцинства на Запада. След като завършва през 1929 година е изпратен в Украйна в завода „Петровски“, а от там става инструктор в районния комитет в Днепропетровск. Там остава до 1933 година, когато е повикан от Коминтерна и изпратен на работа в Югославия. През август 1933 година се връща в Македония, като инструктор на ЦК на ЮКП и създава областен комитет на ЮКП за Македония, в чийто състав влизат още Кочо Рацин и Живоин Курчич. През януари 1934 година става разкритие в местната мрежа и са арестувани 15 комунисти. Оровчанец, за да не бъде арестуван избягва в СССР. Работи като заместник-директор по политическата просвета на Медицинския фармацевтичен комбинат. На 8 февруари 1938 година е арестуван и същата година на 2 април е осъден за шпионаж и разстрелян на същия ден. На 11 декември 1963 година е реабилитиран с определение на Военната колегия на Върховния съд на СССР.